# Operacja Elmira
Operacja Elmira (ang. Mission Elmira) – desant szybowcowy dokonany przez ciężkie elementy amerykańskiej 82 Dywizji Powietrznodesantowej wieczorem 6 czerwca 1944 r. w czasie lądowania w Normandii podczas II wojny światowej. Była operacją uzupełniającą dla wcześniejszego desantu szybowcowego 82-ej pod kryptonimem operacja Detroit.

## Plany i cele operacji
Do przeprowadzenia operacji Elmira przeznaczono 176 transportowców Douglas C-47 służących jako holowniki szybowcowe, 36 szybowców Waco CG-4 i 140 szybowców Horsa, podzielonych na jeden rzut 26 maszyn i trzy rzuty po 50 zespołów holowników i szybowców. Jeden dodatkowy C-47, który wrócił do bazy wcześniej tego samego dnia, nie zrzucając swojego ładunku spadochroniarzy, towarzyszył ostatniemu lotowi tej operacji. Planowaną strefą lądowania szybowców była Strefa Lądowania W, położona 3 km na południowy wschód od Sainte-Mère-Église, ale tego samego ranka na północ od miasta uruchomiono także Strefę Zrzutu O.
Elmira została uznana za niezbędną misję, dostarczającą dwa bataliony artylerii szybowcowej i 24 haubice dla 82. Dywizji Powietrznodesantowej. Składała się z czterech rzutów samolotów, z których pierwszy przybył dziesięć minut po operacji Keokuck, podobnej, ale znacznie mniejszej misji, mającej na celu wzmocnienie 101 Dywizji Powietrznodesantowej. Aby zmniejszyć zatory w strefach lądowania, dwa rzuty szybowców w ramach misji Elmira zostały opóźnione o dwie godziny, do zachodu słońca. Przenosiły one zarówno bataliony artylerii szybowcowej, jak i ich działa. Ponieważ loty odbywały się w tzw. brytyjskim podwójnym czasie letnim (GTM+2), obie były misjami dziennymi, z pierwszą falą startującą o godz. 19:07 przybywającą o 21:04, a drugą falą lecącą od 20:37 do 22:55.

## Przebieg operacji
Dwa pierwsze rzuty z 76 zespołami holowników i szybowców znalazły się pod ciężkim ostrzałem z ziemi tuż przed punktem odczepienia szybowców. Dwa C-47 zostały zestrzelone po zwolnieniu szybowców, a połowa ocalałych odniosła uszkodzenia. Żołnierze 795. gruzińskiego batalionu piechoty, o których aliancki wywiad nie wiedział, zajmowali część strefy lądowania, a radarowe radiolatarnie „Eureka” zostały przeniesione o 3 km na północny zachód od Strefy Lądowania O. C-47 wypuściły swoje szybowce nad oryginalną strefą desantu, nieświadome pomocy na Strefie O. Chociaż dowództwo 82 Dywizji Powietrznodesantowej uznało te lądowania za niedokładne, ponieważ nie trafiły one w Strefę Lądowania O, większość szybowców wylądowała w odległości 3,2 km od pierwotnej strefy desantu. Spośród trzech zniszczonych szybowców Waco i 21 szybowców Horsa, większość była wynikiem niemieckiego ostrzału moździerzowego i artyleryjskiego już po wylądowaniu.
Druga fala operacji Elmira dotarła do strefy desantu o 22:55, gdy teren był już pogrążony w cieniu, a ponieważ żadne inne pomocniki nie działały, skierowano się w stronę radiolatarni „Eureka” w Strefie Lądowania O. Mniej więcej w połowie drogi samoloty znalazły się pod najcięższym ostrzałem artylerii przeciwlotniczej w dniu D, ponieważ trasa do Strefy Lądowania O przebiegała bezpośrednio wzdłuż linii niemieckich. Mimo to szkody były podobne do strat poniesionych w rzutach, które przybyły dwie godziny wcześniej, z trzema C-47 porzuconymi w drodze powrotnej. Dwa ostatnie rzuty szybowców miały średnią celność. Pierwszy z nich odłączono zbyt wcześnie i maszyny wylądowały w pobliżu lub w granicach linii niemieckich, ale drugi desantował się dokładnie w Strefie Lądowania O, z wyjątkiem pięciu szybowców, których piloci wykonali rozkaz z odprawy i wylądowali w Strefie Lądowania W. Mimo to praktycznie cały personel obu batalionów odnalazł drogę na pozycji 82 Dywizji Powietrznodesantowej do rana, a do zachodu słońca 8 czerwca 15 z ich 24 dział brało udział w walce.
W czasie operacji Elmira zginęło 15 osób, 17 zostało rannych, a 4 zginęło wśród pilotów szybowców oraz 33 zabitych i 124 rannych wśród pasażerów. Strom Thurmond, wówczas podpułkownik w jednostce ds. cywilnych w wieku 41 lat, został uznany za najstarszą osobę związaną z dywizją, która udała się z nią do Normandii w dniu inwazji. Później został najdłużej pracującym senatorem w historii Stanów Zjednoczonych.

### Tabela lotów – operacja Detroit
| Rzut | Desantowane jednostki                                                              | Jednostki transportowe          | Liczba użytych C-47 | Liczba użytych szybowców | Baza lotnicza       | Strefa desantu | Czas desantu |
| 30.  | bateria C 80. bat. art. plot. art. dyw. 82 kom. syng.                              | 437 Grupa Transportu Lotniczego | 26                  | 8 Waco 18 Horsa          | RAF Ramsbury        | W              | 21:10        |
| 31.  | dyw. plut. zwiadu 82. kom. sygn. dyw. kwatera dow. 307. kom. med.                  | 438 Grupa Transportu Lotniczego | 50                  | 14 Waco 36 Horsa         | RAF Greenham Common | W              | 21:20        |
| 32.  | 319. bat. piechoty szybowcowej, 307. kompania med. kom. A 307. bat. inż. art. dyw. | 436 Grupa Transportu Lotniczego | 50                  | 2 Waco 48 Horsa          | RAF Membury         | O              | 23:00        |
| 33.  | 320. bat. piechoty szybowcowej                                                     | 435 Grupa Transportu Lotniczego | 50                  | 12 Waco 38 Horsa         | RAF Welford         | O              | 23:10        |